# Amir Karić
Amir Karić (né le 31 décembre 1973 à Orahovica Donja) est un footballeur international slovène d'origine bosnienne qui évoluait au poste de défenseur.
Il a été sélectionné à 64 reprises en équipe de Slovénie entre 1996 et 2004. Il a notamment participé à l'Euro 2000 et à la coupe du monde 2002. Il a aussi porté les couleurs d'Ipswich Town et du FK Moscou.